# Sleeping People
Sleeping People ist eine amerikanische Band aus San Diego, Kalifornien. Charakteristisch für ihre Musik ist die Verwendung von komplexen Rhythmen und dissonanten Gitarrenläufen, weshalb sie oft dem Genre Math-Rock zugeordnet wird, für den diese Stilmittel bestimmend sind. 

## Geschichte
Die Band startete 2002 zunächst als Trio, bestehend aus Kasey Boekholt (Gitarre), Joileah Maddock (Gitarre) und Brandon Relf (Schlagzeug). Mit Kenseth Thibideau (u. a. Pinback, Rumah Sakit) am Bass komplettierte sich 2003 schließlich das vierköpfige Line-up. Ihr selbstbetiteltes Debütalbum veröffentlichten sie 2005 auf dem New Yorker Label Temporary Residence Limited. Im selben Jahr verließ Joileah Maddock jedoch die Band und wurde zwischenzeitlich von ihrer Freundin Amber Coffman ersetzt, bevor sie 2007 wieder zu Sleeping People zurückkehrte.  

## Diskografie
- Sleeping People (2005)
- Growing (2007)
- Notruf (2012)